# Dolors Canal Vilarrasa
Dolors Canal Vilarrasa   (Sant Privat d'en Bas, 2 d'octubre de 1933 - Barcelona, 5 de novembre de 2015) fou una religiosa de la Institució Xaveriana i educadora. Tingué una àmplia trajectòria en l'àmbit educatiu i, singularment, en la Formació Professional. Va ser professora i directora de l'Escola Tècnico-Professional Xavier, de Barcelona, i es vinculà a importants instàncies educatives inspirades en l'humanisme cristià. Va fer una tasca pionera en la promoció professional de la dona. El Govern de Catalunya li concedí la Creu de Sant Jordi el 2012.